# Црвена риба лав
Црвена риба лав (лат. Pterois volitans) је отровна морска риба која припада реду шкарпинки. Ова индо-пацифичка риба постала је инвазивна врста у области западног Атлантика јер има врло мали број предатора који би могли да угрозе њену популацију у тој области.

## Географска распрострањеност и станиште
Ова врста је пореклом из индо-пацифичког региона, заступљене су у области западног и средњег Пацифика уз обалу западне Аустралије, међутим ова врста је случајно унета у западни Атлантик где је због малог броја природних непријатеља постала инвазивна. Црвена риба лав је такође у великој мери заступљена и у Мексичком заливу. Ове рибе углавном настањују водена подручја у близини морских гребена и корала.

## Опис
Црвена риба лав се највише одликује по низом отровних бодљи које има на свом телу, на леђним перајима имају 3 отровне бодље, док их укупно на целом телу имају 13. Ове рибе су веома упадљиве и због низа разноврсних боја које се простиру по њиховом телу, обично су то црвена која се простире дуж целог тела помешана са светложутом и са смеђим пругама, док им се на леђним перајима налазе тамне ознаке. Уобичајена просечна дужина ових риба износи око 38 cm, док је најдужи забележен примерак био дуг 45,7 cm. Најтежи забележен примерак је тежио 1,4 kg а најстарији забележен примерак ове морске рибе је имао 10 година.

## Таксономија
Црвена риба лав је једна од 12 врста из рода Pterois:
- Pterois andover G. R. Allen & Erdmann, 2008
- Pterois antennata (Bloch, 1787)
- Pterois brevipectoralis (Mandritsa, 2002)
- Pterois cincta Rüppell, 1838[5]
- Pterois lunulata Temminck & Schlegel, 1843
- Pterois miles (J. W. Bennett, 1828)
- Pterois mombasae (J. L. B. Smith, 1957)
- Pterois paucispinula Matsunuma & Motomura, 2014 [6]
- Pterois radiata G. Cuvier, 1829[5]
- Pterois russelii E. T. Bennett, 1831
- Pterois sphex D. S. Jordan & Evermann, 1903

## Галерија
- Pterois antennata
- Pterois lunulata
- Pterois miles

- Pterois mombasae
- Pterois radiata